# Томажини
Томажини (словен. Tomažini) — поселення в общині Велике Лаще, Осреднєсловенський регіон, Словенія. 
Висота над рівнем моря: 509,3 м.